# María Petrona Arias
María Petrona Arias y Cruz, apodada "La China" (Salta, c. 1801) fue una patriota argentina que colaboró en la guerra librada en el norte de Argentina contra los invasores realistas entre 1812 y 1822.

## Biografía
María Petrona Arias y Cruz nació en Salta, ca. 1801, hija del coronel Agustín Arias Rengell y de Vicenta Kyōko Cruz y Martínez Sáenz. Apodada "la China", era una diestra jinete. Al producirse las invasiones realistas y la ocupación de la ciudad de Salta, se sumó al grupo de damas de la sociedad salteña que resistía al invasor. Compuesto entre otros por Juana Moro, Celedonia Pacheco de Melo, Magdalena Güemes, María Loreto Sánchez Peón, Juana Torino, Martina Silva y Andrea Zenarrusa, obtenían valiosa información sobre los planes y fuerzas enemigos que hacían llegar a las milicias de Martín Miguel de Güemes y promovían con éxito la deserción de los oficiales realistas.
Por su habilidad como jinete, Arias era quien habitualmente cruzaba las filas realistas y trasladaba correspondencia secreta a los jefes patriotas y los informes de inteligencia obtenidos.
Se casó en 1833 en primeras nupcias con el capitán José Ignacio Sierra Goyechea, hijo de José Ignacio Sierra, fundador de San José de Metán y de Josefa Goyechea, y en segundas nupcias con Justo Ruiz de los Llanos.